# NGC 413
NGC 413 est une galaxie spirale barrée située dans la constellation de la Baleine. NGC 413 a été découverte par l'astronome américain Francis Leavenworth en 1886.

## Caractéristiques
Sa vitesse par rapport au fond diffus cosmologique est de 5 499 ± 23 km/s, ce qui correspond à une distance de Hubble de 81,1 ± 5,7 Mpc (∼265 millions d'al).
À ce jour, deux mesures non basées sur le décalage vers le rouge (redshift) donnent une distance de 72,050 ± 10,112 Mpc (∼235 millions d'al), ce qui est à l'intérieur des valeurs de la distance de Hubble.
La classe de luminosité de NGC 413 est III et elle présente une large raie HI.